# Isblåfugl
Isblåfugl (Polyommatus amandus) er en sommerfugl i blåfuglefamilien. Den er især udbredt i det østlige Europa og det vestlige Asien. I Danmark er den almindelig i Jylland, men sjælden på Øerne. Isblåfugl er stærkt knyttet til steder, hvor planten musevikke findes, det vil sige enge, strandenge, fugtige overdrev og grøfter. Den flyver i Danmark i en enkelt generation, der ses i juni og juli.
Arten blev første gang videnskabeligt beskrevet af den tyske zoolog Johann Gottlob Theaenus Schneider i 1792.

## Beskrivelse
- Polyommatus amandus ♂
- Polyommatus amandus ♂ △

## Udseende
Hannen er på oversiden skinnende isblå med markerede ribber ud mod den mørke søm, mens hunnen her er brun med orange sømpletter. På undersiden findes sorte og orange pletter, men til forskel fra almindelig blåfugl mangler den hvide kileformede plet.